# Сайчук, Лев Васильевич
Лев Васильевич Сайчук (12 апреля 1923 — 24 января 2005) — выдающийся спортивный деятель СССР и РФ. Главный тренер сборной команды СССР по фехтованию с 1957 по 1977 годы. Стоял у истоков побед советской школы фехтования. Под его руководством, сборная СССР по фехтованию 18 раз выигрывала «Большой приз Наций» — за общекомандную победу в медальном зачёте на Чемпионатах мира и Олимпийских Играх. Мастер спорта СССР международного класса. Заслуженный тренер СССР. Заслуженный работник физической культуры РСФСР (1987).

## Биография
Родился 12 апреля 1923 в Москве, в семье художника.
Учился в художественной школе. Первым тренером был Аркадий Борисович Немеровский. Получил высшее образование по специальности «преподаватель физвоспитания». Участник Великой Отечественной войны (стрелок-автоматчик).
Чемпион СССР по баскетболу (1948) в составе московского «Динамо». В 1950,1951 — чемпион СССР по фехтованию на саблях, в 1952 — чемпион СССР по фехтованию на шпагах. В 1956 — чемпион I Спартакиады народов СССР по фехтованию на шпагах. Как спортсмен, участвовал в двух Олимпиадах: 1952 г. в Хельсинки, и 1956 г. в Мельбурне.
В 1957 году стал главным тренером сборной команды СССР по фехтованию. Отличался стратегическим мышлением, интеллигентностью, умением грамотно выстроить подготовку сборной команды к наиболее ответственным стартам. Постоянно привлекал к работе со сборной ведущих тренеров-практиков: В. А. Аркадьева, И. И. Манаенко, Г. М. Бокуна, В. А. Андриевского, Л. Ф. Кузнецова, С. Я. Колчинского, Д. А. Тышлера, Э. В. Асиевского и других. Возглавлял сборную СССР на пяти Олимпиадах: 1960 г. в Риме, 1964 г. в Токио, 1968 г. в Мехико, 1972 г. в Мюнхене, 1976 г. в Монреале и на всех Чемпионатах мира с 1957 по 1977. Восемнадцать раз, вместе со своими спортсменами, завоёвывал для СССР — высший трофей мирового фехтования «Большой приз наций», за общекомандную победу в медальном зачёте. Более 100 его воспитанников становились чемпионами либо призёрами Олимпийских игр и мировых первенств. Среди подопечных Льва Сайчука — выдающиеся спортсмены: Герман Свешников, Марк Мидлер, Виктор Жданович, Юрий Сисикин, Алексей Никанчиков, Александра Забелина, Бруно Хабаров, Григорий Крисс, Елена Белова, Виктор Путятин, Василий Станкович, Сергей Парамонов, Георгий Зажицкий, Александр Романьков, Борис Лукомский, Ашот Карагян, Александр Можаев и многие другие.
С 1980 по 1988 являлся тренером сборной СССР по шпаге. Впоследствии работал тренером в Болгарии и Венгрии.
В 1996 году, по приглашению нового руководства Федерации фехтования РФ, готовил сборную команду России по шпаге к Олимпийских Играм в Атланте. Были завоеваны серебряные медали в командном турнире.
Участвовал в подготовке сборной команды СССР по современному пятиборью к Олимпийским играм в Мельбурне и чемпионату мира 1958 года. У него занимались выдающиеся советские пятиборцы — Игорь Новиков, Константин Сальников и другие.
Составлял монографии по методике подготовки фехтовальщиков, является соавтором книги «Фехтование на шпагах» (1970). Был членом Исполкома и председателем тренерского совета Федерации фехтования России. Являлся судьёй международной категории. Участвовал в работе международной федерации фехтования (FIE). Способствовал высокому авторитету советского и российского фехтования на международной арене.
Умер 24 января 2005 года.

## Награды
- Медаль «За трудовую доблесть» (16.09.1960) — за успешные выступления в XVII летних и VIII зимних Олимпийских играх 1960 года, а также за выдающиеся спортивные достижения[8]